# Монтекастрили
Монтекастрили (итал. Montecastrilli) је насеље у Италији у округу Терни, региону Умбрија.
Према процени из 2011. у насељу је живело 1339 становника. Насеље се налази на надморској висини од 379 м.

## Становништво
Према резултатима пописа становништва 2011. у општини је живело 5.190 становника.
| 1931. | 1936. | 1951. | 1961. | 1971. | 1981. | 1991. | 2001. | 2011. |
| ----- | ----- | ----- | ----- | ----- | ----- | ----- | ----- | ----- |
| 4.061 | 4.235 | 4.667 | 4.294 | 3.756 | 4.025 | 4.350 | 4.620 | 5.190 |

## Партнерски градови
- Отава